# Артём, Александр Родионович
Алекса́ндр Родио́нович Артём (настоящая фамилия — Артемьев; 1842—1914) — русский актёр.

## Биография
Сыном крепостного крестьянина. После окончания московского Училища живописи, ваяния и зодчества (1878) работал учителем рисования и чистописания. С 1880-х годов принимал участие в любительских постановках. В 1888 году принят в Общество искусства и литературы. В Московском Художественном театре с момента его основания.
Был любимым актёром А. П. Чехова, который написал роли Чебутыкина и Фирса специально для Артёма.

## Роли в Московском Художественном театре
- 1898 — «Царь Фёдор Иоаннович» А. К. Толстого — Богдан Курюков
- 1898 — «Чайка» А. П. Чехова — Шамраев
- 1899 — «Дядя Ваня» А. П. Чехова — Вафля
- 1901 — «Три сестры» А. П. Чехова — Чебутыкин
- 1901 — «Дикая утка» Г. Ибсена — старик Экдал
- 1902 — «Мещане» М. Горького — Перчихин
- 1902 — «Власть тьмы» Л. Н. Толстого — Аким
- 1904 — «Вишнёвый сад» А. П. Чехова — Фирс
- 1910 — «На всякого мудреца довольно простоты» — Григорий
- 1912 — «Нахлебник» И. С. Тургенева — Кузовкин
- «Самоуправцы» А. Ф. Писемского — Девочкин
- «На дне» М. Горького — Актёр
- «Горе от ума» А. С. Грибоедова — Петрушка
- «Живой труп» Л. Н. Толстого — курьер
- «Ревизор» Н. В. Гоголя — купец Абдулин